# Frenciugi
Frenciugi – wieś w Rumunii, w okręgu Jassy, w gminie Drăgușeni. W 2011 roku liczyła 550 mieszkańców.